# Peinture avec partition musicale
La peinture avec partition musicale est une typologie rare en peinture, laquelle comporte l'évocation de la musique par la présence dans sa composition  d'une partition musicale. Elle est présente dans de nombreuses écoles picturales. L'usage de la notation musicale en peinture, qui est approprié dans les peintures avec des musiciens et avec des instruments musicaux, devient symbolique dans la  nature morte, dans le trompe-l'œil et dans la vanité et se transforme parfois en pur élément graphique dans des œuvres modernes et contemporaines.

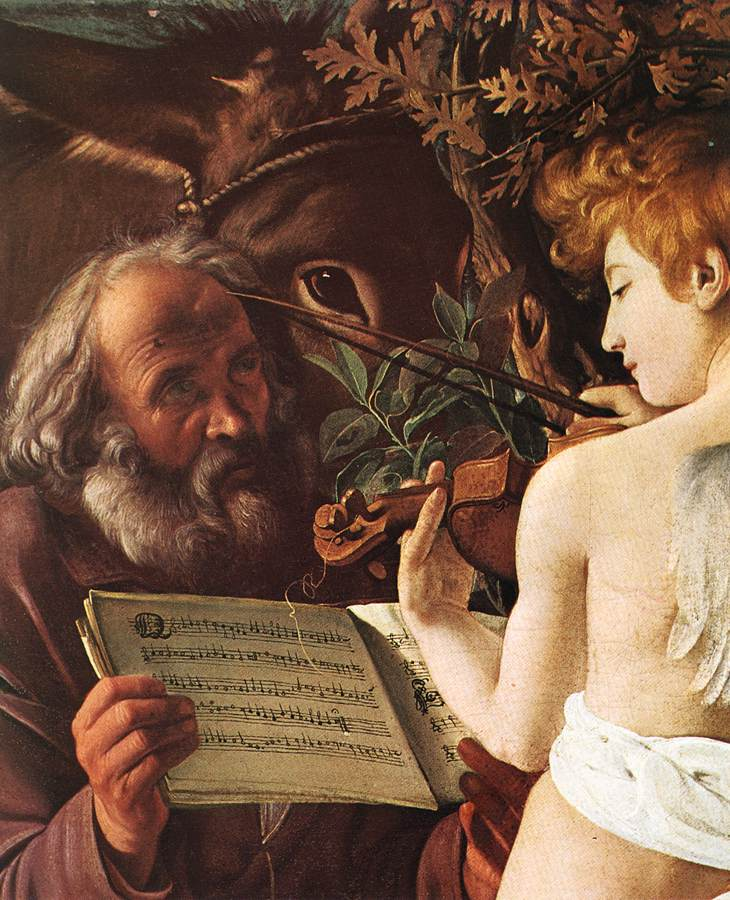
Détail de la Fuite en Égypte du Caravage.

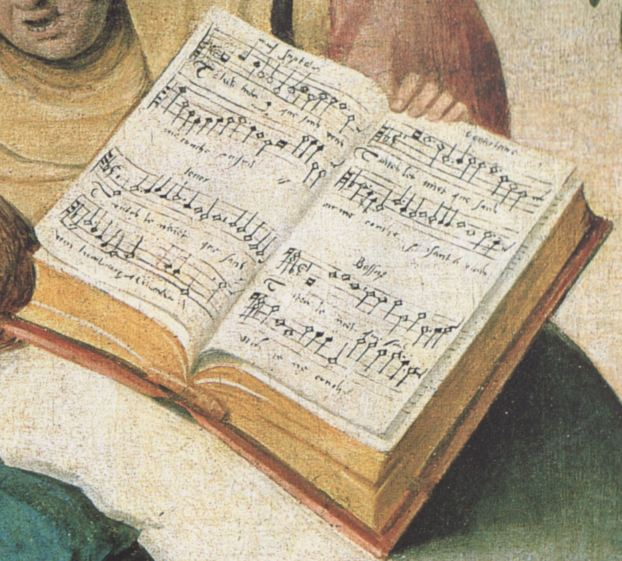
Détail de la partition dans Le Concert dans l'œuf : une chanson de Thomas Créquillon.

## Histoire
Si la présence de partition dans Le Repos pendant la fuite en Égypte du Caravage, se remarque, il faut également en déterminer l'exactitude musicale ; ainsi le passage musical déchiffré par l'ange fut identifié. 
La peinture avec partition la plus curieuse reste peut-être Le Concert dans l'œuf, œuvre d'un suiveur de Jérôme Bosch, réalisée peut-être d'après une œuvre perdue du peintre flamand et comportant la partition d'une chanson de Thomas Créquillon.
Dans un portrait, conservé au Museo Correr de Venise, Claudio Monteverdi tient en main une partition avec ses musiques. Les exemples de portraits de musiciens avec partitions sont innombrables. Un chapitre est développé à part des autoportraits de peintres jouant des instruments.
On trouve des notations musicales peintes sur les panneaux des buffets d'orgues anciennes et sur des étuis anciens en bois d'instruments musicaux. Les partitions sont également utilisées comme décoration pure, en stuc ou en peinture, sur les murs de salons de musique ; elles sont marquetées, ou peintes sur des meubles (en particulier en Angleterre, au début du XIXe siècle), conçus pour le rangement des partitions et pour meubler les salles utilisées pour les concerts de musique de chambre.
Des feuillets de partitions sont présentes dans les natures mortes (surtout baroques), dans la peinture de genre, dans les peintures de vanités, ou à sujet mythologique ou religieux. Sainte Cécile, protectrice de la musique, est souvent représentée en jouant un instrument et un ange reste à ses côtés, pour soutenir la partition ouverte. Des notations musicales apparaissent en gravures, des XVIIIe et XIXe siècles, parfois avec des sujets ridicules et satiriques ; ou bien gravées avec des reproductions de peintures célèbres, ou des portraits de musiciens ou de chanteurs. L'utilisation de la partition est étendue à la peinture sur céramique et aux figurines de musiciens en porcelaine.
Il y a peu de compositions picturales ou graphiques qui ont comme thème unique la partition musicale. Un des rares exemples est celui des « dessins chantants » d'Adolf Wölfli. Après avoir représenté des portées musicales sans notes, il fait de la partition le thème unique d'une série de ses compositions.

## Galerie de peintures avec partitions musicales

### Peintures sur toile ou sur bois
| Auteur et titre | Description                                                                                               | Image  |
| --- | --- | ------ |
| Jérôme Bosch, Le Jardin des délices                                                                                             | huile sur bois, 1480-1505, détail, Musée du Prado (Madrid)                                                |        |
| Piero di Cosimo, Double portrait de Giuliano da Sangallo et de Francesco Giamberti                                              | diptyque, huile sur bois, 47,5 × 33,7 cm, 1482-1485, Rijksmuseum Amsterdam                                |        |
| Domenico Ghirlandaio L'Adoration des mages                                                                                      | tempera sur bois, 1488, détail. Spedale degli Innocenti (Florence)                                        | [ 4 ]  |
| Domenico Panetti (attr.), Vierge à l'Enfant et Sainte Cécile                                                                    | huile sur bois, 1500-1510, Palais des Beaux-Arts de Lille                                                 |        |
| Titien, Portrait de musicien | huile sur toile, 99 × 81 cm, 1515-1520, Palais Spada (Rome)                                               |        |
| Pontormo, Portrait de musicien                                                                                                  | huile sur toile, 88 × 67 cm, 1518-1519, Musée des Offices (Florence)                                      |        |
| Maître des demi-figures féminines Une Luthiste                                                                                  | huile sur bois, 54 × 42 cm, vers 1500-1549                                                                |        |
| Maître des demi-figures féminines Une Luthiste                                                                                  | huile sur bois de chêne, 53 × 38 cm, 1520-1530, Galerie Sabauda                                           |        |
| Maître des demi-figures féminines La Luthiste                                                                                   | huile sur bois de chêne, 37,5 × 26,8 cm, vers 1520-1540, Kunsthalle de Hambourg                           |        |
| Dosso Dossi, Allégorie de la Musique, détail.                                                                                   | huile sur toile, vers 1524-1534, détail, Musée Horne, (Florence)                                          |        |
| Lorenzo Lotto Portrait de musicien,                                                                                             | huile sur toile, 1529, collection privée                                                                  |        |
| Jan Sanders van Hemessen (œuvre d'atelier) et Monogrammiste de Brunswick, Marie-Madeleine et le Christ dans la maison de Marthe | huile sur bois, 29 × 45 cm, vers 1540, détail. Gemäldegalerie (Berlin)                                    |        |
| Pâris Bordone, Portrait d'un homme avec partition                                                                               | huile sur toile, 80,5 × 69 cm, vers 1550, Galerie nationale d'Oslo                                        |        |
| Frans Floris, Le Réveil des Arts                                                                                                | huile sur toile, 161,9 × 238,7 cm, vers 1560, Musée d'Art de Ponce (Puerto Rico)                          |        |
| Suiveur de Jérôme Bosch, Le Concert dans l'œuf                                                                                  | huile sur bois, 108,5 × 126,5 cm, vers 1561, Palais des Beaux-Arts de Lille                               | [ 5 ]  |
| Artiste de Crémone, Portrait de musicien                                                                                        | huile sur toile, 75 × 56 cm, 1570-1590, Ashmolean Museum (Oxford)                                         | [ 6 ]  |
| Annibale Carracci, Portrait de musicien                                                                                         | huile sur toile, Musée de Capodimonte (Naples)                                                            |        |
| Le Caravage, Le Repos pendant la fuite en Égypte                                                                                | huile sur toile, 130 × 160 cm, 1594-1596, Galerie Doria-Pamphilj (Rome)                                   | ,      |
| Le Caravage, Le Joueur de luth                                                                                                  | huile sur toile, vers 1596, 94 × 119 cm, Musée de l'Ermitage, (Saint-Pétersbourg)                         | [ 9 ]  |
| Le Caravage, L'Amour victorieux (Amor vincit omnia)                                                                             | huile sur toile, vers 1602, 156 × 113 cm, Gemäldegalerie (Berlin)                                         |        |
| Carlo Saraceni, Sainte Cécile et l'ange                                                                                         | huile sur toile, 172 × 139 cm, vers 1610, Galerie nationale d'Art ancien (Rome)                           |        |
| Leonello Spada, Musiciens qui préparent un concert                                                                              | huile sur toile, 1610-1615, Galerie Borghèse (Rome)                                                       |        |
| Matteo Rosselli, Sainte Cécile                                                                                                  | huile sur toile, 1615-1620, Musée de l'Opera del Duomo (Prato)                                            |        |
| Johannes Torrentius, Nature morte avec bride                                                                                    | huile sur bois, 52 × 50,5 cm, 1614, Rijksmuseum Amsterdam                                                 | [ 10 ] |
| Le Dominiquin, Sainte Cécile avec l'ange                                                                                        | huile sur toile, 160 × 120 cm, vers 1617, Musée du Louvre (Paris)                                         |        |
| Jan Brueghel l'Ancien, Le sens de l'ouïe                                                                                        | huile sur bois, 64 × 109,5 cm, 1617-1618, Musée du Prado (Madrid)                                         | [ 11 ] |
| Orazio Gentileschi, La Joueuse de luth                                                                                          | huile sur toile, 143,5 × 129 cm, 1612-1620, National Gallery of Art (Washington DC)                       |        |
| Orazio Gentileschi, Sainte Cécile avec l'ange                                                                                   | huile sur toile, 86,3 × 106,6 cm, 1618-1621, National Gallery of Art (Washington DC)                      |        |
| Jacques Linard, Allégorie des cinq sens ou Les quatre éléments                                                                  | huile sur toile, 105 × 153 cm, 1627, Musée du Louvre (Paris)                                              | [ 12 ] |
| Frans Snyders, Concert d'oiseaux                                                                                                | huile sur toile, 99,2 × 143,5 cm, entre 1629 et 1630, musée du Prado                                      |        |
| Nicolas Poussin, Sainte Cécile                                                                                                  | huile sur toile, 117,7 × 89 cm, vers 1635, Musée du Prado (Madrid)                                        |        |
| Pieter Steenwijck, Nature morte                                                                                                 | huile sur toile, 71 × 65 cm, première moitié du XVIIe siècle, Musée de l'Ermitage (Saint-Pétersbourg)     |        |
| Charles Emmanuel Biset, Portrait d'un musicien                                                                                  | huile sur toile, 48,5 × 40 cm, 1648-1693, Musée de l'Ermitage, (Saint-Pétersbourg)                        |        |
| Christian Luycks, Nature morte ou Musique pour les yeux                                                                         | huile sur toile, vers 1650, Columbus Museum of Art Columbus (Ohio)                                        | [ 13 ] |
| Antonio de Pereda, Le Songe du chevalier                                                                                        | huile sur toile, 152 × 217 cm, vers 1650, Académie royale des beaux-arts Saint-Ferdinand (Madrid)         |        |
| Evaristo Baschenis, Nature morte aux instruments de musique avec livre et sculpture                                             | huile sur toile, 94 × 124 cm, vers 1650, Musée Boijmans Van Beuningen (Rotterdam)                         |        |
| Eustache Le Sueur, Les Muses Melpomène, Érato et Polymnie                                                                       | huile sur bois, 130 × 130 cm, 1652-1655, Musée du Louvre (Paris)                                          |        |
| Jan Steen, Acta virum probant ou Jeune femme au virginal                                                                        | huile sur toile, 1659, National Gallery (Londres)                                                         | [ 14 ] |
| Anton Domenico Gabbiani, Les Musiciens du prince Ferdinand de Médicis                                                           | huile sur toile, 140 × 233 cm, vers 1685, Musée des Instruments de musique de Florence                    |        |
| Anton Domenico Gabbiani, Trois musiciens à la cour des Médicis                                                                  | huile sur toile, vers 1687, Gallerie dell'Accademia de Venise                                             | [ 15 ] |
| François Puget, La Réunion de musiciens                                                                                         | huile sur toile, 147 × 212 cm, 1688, Musée du Louvre, (Paris)                                             | [ 16 ] |
| Jan Kupecký, Portrait du musicien de cour Josef Lemberger                                                                       | huile sur toile, 78 × 63 cm, vers 1710, Germanisches Nationalmuseum (Nuremberg)                           |        |
| Anonyme peintre italien, Sainte Cécile                                                                                          | huile sur toile, 80,5 × 66,5 cm, première moitié du XVIIe siècle, Palais Łazienki (Varsovie)              |        |
| Peintre anonyme italien, Musicien italien                                                                                       | huile sur toile, 106,7 × 97,8 cm, XVIIIe siècle, Brooklyn Museum (New York)                               |        |
| Peintre anonyme allemand, Aria Allegretto                                                                                       | huile sur toile, 114 × 167 cm, XVIIIe siècle, collection privée                                           |        |
| Maximilian Pfeiler, Nature morte aux violoniste, mandole, partition musicale et fruits                                          | huile sur toile, 165 × 216 cm, vers 1700-1725 Bayerische Staatsgemäldesammlungen (Munich)                 |        |
| Giuseppe Maria Crespi, Étagère aux partitions musicales                                                                         | huile sur toile, 165,5 × 153,5 cm, 1725-1730, Musée international et bibliothèque de la Musique (Bologne) |        |
| Pietro Longhi, Le Concert | huile sur toile, XVIIIe siècle, détail, Gallerie dell'Accademia de Venise                                 |        |
| Sebastiano Ceccarini, Allégorie des cinq sens                                                                                   | huile sur toile, 174 × 123 cm, 1748, collection privée (Pesaro)                                           | [ 17 ] |
| Anne Vallayer-Coster, Instruments de musique                                                                                    | huile sur toile, 88 × 116 cm, 1770, Musée du Louvre (Paris)                                               |        |
| Anne Vallayer-Coster, Portrait d'une femme violoniste                                                                           | huile sur toile, 116 × 96 cm, 1773, Nationalmuseum (Stockholm)                                            | [ 18 ] |
| Louis-Roland Trinquesse, Divertissement musical                                                                                 | huile sur toile, 194 × 133 cm, 1774, Alte Pinakothek (Munich)                                             |        |
| Philip Reinagle, Portrait d'un extraordinaire chien musicien                                                                    | huile sur toile, 1805, Musée des Beaux-Arts de Virginie (Richmond)                                        |        |
| Henri-Nicolas Van Gorp, Nina chantant une romance                                                                               | huile sur toile, 41 × 33 cm, XIXe siècle, Musée des Augustins (Toulouse)                                  |        |
| Merry-Joseph Blondel, Au piano                                                                                                  | huile sur toile, 1851                                                                                     |        |
| James Sant, Le duetto | huile sur toile, 76,8 × 64,1 cm, XIXe siècle, Tate Britain (Londres)                                      | [ 19 ] |
| William Harnett, Nature morte avec violon et musique                                                                            | huile sur toile, 101,6 × 76,2 cm, 1888, Metropolitan Museum of Art (New York)                             | [ 20 ] |
| Giovanni Boldini, La Pianiste                                                                                                   | huile sur toile, 30 × 39 cm, Collection privée                                                            | \|     |
| Adolf Wölfli, Sans titre | avant 1930, collection privée                                                                             | [ 21 ] |

### Autoportraits
| Auteur et titre                                                          | Description                                                                  | Image  |
| ------------------------------------------------------------------------ | ---------------------------------------------------------------------------- | ------ |
| Lavinia Fontana, Autoportrait au clavicorde                              | huile sur toile, 27 × 24 cm, 1577, Accademia di San Luca (Rome)              |        |
| Marietta Robusti, dite la Tintoretta, Autoportrait avec papier à musique | huile sur toile, 93,5 × 91,5 cm, vers 1580, Galerie des Offices (Florence)   | [ 22 ] |
| Rose-Adélaïde Ducreux, Autoportrait à la harpe                           | huile sur toile, 193 × 128,9 cm, 1791, Metropolitan Museum of Art (New York) | [ 23 ] |

### Portraits de compositeurs, musiciens, chanteurs
| Auteur et titre                                                                | Description                                                                                             | Image  |
| ------------------------------------------------------------------------------ | --- | ------ |
| Léonard de Vinci, Franchini Gaffurio, portrait d'un musicien                   | huile sur bois, vers 1490, Pinacothèque Ambrosienne (Milan)                                             | [ 24 ] |
| Antoine van Dyck, Le Musicien Henricus Liberti                                 | huile sur toile, 107 × 97 cm, 1627-1632, Musée du Prado (Madrid)                                        | [ 25 ] |
| David Teniers le Jeune, Portrait de sa femme Anna Brueghel                     | huile sur bois, 32 × 42 cm, 1630-1660, Galerie Sabauda (Turin)                                          | [ 26 ] |
| Rembrandt ?, Portrait d'homme                                                  | huile sur bois, 64 × 45,5 cm, vers 1633, Corcoran Gallery of Art (Washington)                           | [ 27 ] |
| Peintre anonyme, Portrait de Francesco Saverio Geminiani                       | huile sur toile, première décennie du XVIIIe siècle, collection privée                                  | [ 28 ] |
| Jan Kupecký, Portrait du musicien de Cour Josef Lemberger                      | huile sur toile, années trente du XVIIIe siècle, Germanisches Nationalmuseum (Nuremberg)                |        |
| Peintre anonyme, Portrait de François Couperin                                 | huile sur toile, première moitié du XVIIIe siècle, Château de Versailles                                | [ 29 ] |
| Peintre anonyme, Portrait de Gaetano Pugnani                                   | huile sur toile, 120 × 88 cm, vers 1754, Royal College of Music (Londres)                               | [ 30 ] |
| Johann Zoffany, Portrait de Michael Arne                                       | huile sur toile, 75 × 63 cm vers 1765, Foundling Museum, (Londres)                                      | [ 31 ] |
| Thomas Gainsborough, Portrait de Giusto Ferdinando Tenducci                    | huile sur toile, 76,6 × 64 cm, vers 1773, Barber Institute of Fine Arts (Birmingham)                    | [ 32 ] |
| Thomas Gainsborough, Portrait de Charles Rousseau Burney                       | huile sur toile, 77 × 64 cm, 1780, Metropolitan Museum of Art, (New York)                               | [ 33 ] |
| Angelica Kauffmann, Sarah Harrop (Mme Bates) en muse                           | huile sur toile, 142 × 121 cm, 1780-1781, Musée d'Art de l'université de Princeton (New Jersey)         | [ 34 ] |
| Pietro Melchiorre Ferrari ?, Portrait de Lucrezia Agujari                      | huile sur toile, XVIIIe siècle, collection privée                                                       | [ 35 ] |
| Peintre anonyme, Portrait de musicien (Antonio Vivaldi ?)                      | huile sur toile, 91 × 74 cm, XVIIIe siècle, Musée international et bibliothèque de la Musique (Bologne) |        |
| Peintre anonyme, Portrait d'Alessandro Scarlatti                               | huile sur toile, 59 × 47 cm, XVIIIe siècle, Musée international et bibliothèque de la Musique (Bologne) | [ 36 ] |
| Joseph Singleton, d'après John Hopkins, Portrait de Brigida Banti-Giorgi       | huile sur toile, 1797, collection privée                                                                | [ 37 ] |
| Friedrich Georg Weitsch, Portrait de Giacomo Meyerbeer âgé de 11 ans           | huile sur toile, 1802, Musikinstrumenten-Museum (Berlin)                                                |        |
| Élisabeth Vigée Le Brun, Angelica Catalani répétant un air                     | huile sur toile, 122 × 91,5 cm, 1806 Musée d'Art Kimbell (Fort Worth-Texas)                             | [ 38 ] |
| Johann August Nahl le Jeune, Portrait du compositeur Louis Spohr à Cassel      | huile sur toile, 64 × 64 cm, 1824                                                                       | [ 39 ] |
| Giuseppe Rillosi (1811-1880), Gaetano Donizetti dans ses derniers jours de vie | huile sur toile, 1848, Musée du Théâtre de la Scala, (Milan)                                            |        |
| Francesco Hayez, Portrait de Gioacchino Rossini                                | huile sur toile, 109 × 87 cm, 1870, Pinacothèque de Brera, (Milan)                                      |        |
| Henri Fantin-Latour, Emmanuel Chabrier au piano                                | huile sur toile, 160 × 222 cm, 1885, Musée d'Orsay (Paris)                                              | [ 40 ] |

### Peintures avec des personnages historiques, imaginaires, littéraires
| Auteurs et titre                                                                     | Description                                          | Image  |
| ------------------------------------------------------------------------------------ | ---------------------------------------------------- | ------ |
| Vittore Carpaccio, Saint Augustin dans sa cellule recevant la vision de saint Jérôme | détrempe sur toile, 141 × 210 cm, 1502-1503, détail. | [ 41 ] |

### Peintures sur faïence
| Auteur et titre | Description                                                       | Image |
| --- | ----------------------------------------------------------------- | ----- |
| Faïence (Urbino ?), Plat rond avec partition musicale et armoiries des Gonzaga                                            | diamètre 24,5 cm, vers 1525, Victoria and Albert Museum (Londres) |       |
| Mastro Giorgio Andreoli, Faïence de Gubbio, Coupe à fruits avec moine jouant de l'orgue, partition et un jeune qui chante | vers 1520, Victoria and Albert Museum (Londres)                   |       |

### Peintures sur étuis à instruments de musique
| Auteur et titre                               | Description                                         | Image |
| --------------------------------------------- | --------------------------------------------------- | ----- |
| Anonyme peintre allemand, Étui de violoncelle | 1720, Musikinstrumenten-Museum (Berlin)             |       |
| Gottfried Richter, Orgue baroque              | 1670–1671, église romane fortifiée de Pomßen (Saxe) |       |

### Marqueterie («peinture de bois»)
| Auteur et titre                     | Description                                                                              | Image |
| ----------------------------------- | ---------------------------------------------------------------------------------------- | ----- |
| Benedetto da Majano ?, Marqueterie. | 1473-1476, Palais ducal d'Urbin - Marqueterie du Studiolo de Frédéric III de Montefeltro |       |